# Quinzaine impériale
 (mai 2017).

La Quinzaine impériale désigne un événement organisé dans un but de propagande par le gouvernement de Vichy, qui a lieu entre le 15 et le 31 mai 1942. L'Empire étant aux yeux du régime le seul vestige de la grandeur du pays sur la scène internationale, l'ensemble des corps constitués de l’État est mis à contribution pour promouvoir chez les jeunes le goût de l'Empire et leur redonner le goût de l'effort physique par des manifestations sportives.
Cet événement est à rapprocher de la « Semaine coloniale », qui a eu lieu l’année précédente, ainsi que du train exposition des colonies (1941 - 1944).

## Semaine coloniale
Du 15 au 22 juillet 1941, a lieu la semaine de la France d'Outre-mer. Le maréchal Pétain inaugure la semaine par un discours le 13 juillet 1941 à Vichy.
Durant la semaine, la diversité du monde colonial est présentée aux jeunes français au travers de films, conférences, livres et publications. Un rapport sur la campagne de presse fait état de 1 350 conférences en zone libre.
150 sportifs métropolitains rencontrent les sportifs des colonies et des protectorats. Les compétitions ont lieu successivement à Rabat, Casablanca, Marrakech, Meknès, Fez, Oran, Alger, Constantine, Bône et Tunis. Cette semaine coloniale bénéficie d'un budget général de huit millions de francs, dont deux millions et demi pour les manifestations dans Vichy, et un million pour la propagande cinématographique. Des numéros spéciaux dans la presse et des émissions de radio appuient l'événement. Des instituteurs africains comme Ouezzin Coulibaly sont invités à déclarer publiquement leur attachement à la colonisation française.

## Quinzaine impériale
Du 15 au 31 mai 1942, aux manifestations de l'année précédente, s'ajoutent des manifestations sportives dans quatre villes de la métropole (Vichy, Marseille, Lyon, Toulouse) où sont accueillis 80 athlètes coloniaux (20 algériens, 20 tunisiens, 20 marocains et 20 représentants de l'Afrique-Occidentale française). Des brochures sont édités sur les grandes figures et les héros de la colonisation française (Samuel Champlain, Francis Garnier, Henry de Bournazel...)

## Journée de solidarité avec les populations nord-africaines
En même temps cet événement est associé à une journée de solidarité avec les populations nord-africaines. Chaque préfet de département adresse alors aux maires de chaque commune une lettre comme suit :

« Le Gouvernement a décidé d'organiser pendant la Quinzaine impériale du 15 au 31 mai prochain, des journées nationales Nord-africaines. Leur but est de procéder à la collecte d'effets de toute nature dont le réemploi permettra de conjurer la crise du vêtement qui frappe cruellement les populations indigènes de l'Afrique du Nord. »

— Lucien Porte, préfet de l'Allier
.

## Résultats
L'année suivante, le président du Comité central de la Quinzaine impériale, installé à Vichy, le capitaine de vaisseau Maurice Guierre, présente un rapport sur la manifestation. Il insiste sur la cérémonie d'inauguration du 17 mai 1942 en présence de Pétain, soulignant l'impact de cet événement en Afrique : « On parlera longtemps sous la tente saharienne ou dans la case soudanaise de la poignée de main du grand chef blanc aux athlètes indigènes venus pour la prestation du serment sportif. » Il insiste particulièrement sur les « 40 000 scolaires » au stade de Lyon le 20 mai pour « acclamer les athlètes indigènes », ou le 21 mai, au Puy-en-Velay, pour « exalter le rôle des missionnaires dans l'Empire » et, le même jour à Saint-Étienne, en même temps que le train des colonies, « où l'on célébrait la Technique et l'Empire ».